# Episodi di Teenage Mutant Ninja Turtles - Tartarughe Ninja (terza stagione)
La terza stagione della serie animata Teenage Mutant Ninja Turtles - Tartarughe Ninja è stata trasmessa in prima visione negli Stati Uniti d'America sul canale Nickelodeon dal 3 ottobre 2014.
In Italia, la serie viene trasmessa in prima visione assoluta dal 2 febbraio al 9 ottobre 2015 sul canale Nickelodeon. In chiaro, viene trasmessa dal 2016 sul canale Pop.
| n° (serie) | n° (stagione) | Titolo originale               | Titolo italiano                          | Prima TV USA      | Prima TV Italia   |
| ---------- | ------------- | ------------------------------ | ---------------------------------------- | ----------------- | ----------------- |
| 053        | 1             | Within the Woods               | Nei boschi                               | 3 ottobre 2014    | 2 febbraio 2015   |
| 054        | 2             | A Foot Too Big                 | Il Bigfoot                               | 10 ottobre 2014   | 3 febbraio 2015   |
| 055        | 3             | Buried Secrets                 | Segreti Sepolti                          | 17 ottobre 2014   | 4 febbraio 2015   |
| 056        | 4             | The Croaking                   | Il regno delle rane                      | 7 novembre 2014   | 5 febbraio 2015   |
| 057        | 5             | In Dreams                      | I castori dei sogni                      | 14 novembre 2014  | 6 febbraio 2015   |
| 058        | 6             | Speed Demon                    | Speed Demon                              | 21 novembre 2014  | 7 febbraio 2015   |
| 059        | 7             | Eyes of the Chimera            | Gli occhi della chimera                  | 11 gennaio 2015   | 10 febbraio 2015  |
| 060        | 8             | Vision Quest                   | La ricerca dello spirito                 | 18 gennaio 2015   | 11 febbraio 2015  |
| 061        | 9             | Return to New York             | Ritorno a New York                       | 25 gennaio 2015   | 3 agosto 2015     |
| 062        | 10            | Serpent Hunt                   | Caccia al serpente                       | 1 febbraio 2015   | 10 agosto 2015    |
| 063        | 11            | The Pig and the Rhino          | Il facocero e il rinoceronte             | 8 marzo 2015      | 17 agosto 2015    |
| 064        | 12            | Battle for New York: Part 1    | La battaglia di New York (prima parte)   | 15 marzo 2015     | 24 agosto 2015    |
| 065        | 13            | Battle for New York: Part 2    | La battaglia di New York (seconda parte) | 15 marzo 2015     | 31 agosto 2015    |
| 066        | 14            | Casey Jones VS. the Underworld | Casey Jones contro il crimine            | 22 marzo 2015     | 1 settembre 2015  |
| 067        | 15            | The Noxious Avenger            | L'uomo spazzatura                        | 26 marzo 2015     | 7 settembre 2015  |
| 068        | 16            | Clash of the Mutanimals        | La battaglia dei Mutanimali              | 28 maggio 2015    | 8 settembre 2015  |
| 069        | 17            | Meet Mondo Gecko               | Mondo geco                               | 10 maggio 2015    | 14 settembre 2015 |
| 070        | 18            | The Deadly Venom               | Il veleno letale                         | 17 maggio 2015    | 15 settembre 2015 |
| 071        | 19            | Turtles in Time                | Tra presente e passato                   | 2 agosto 2015     | 21 settembre 2015 |
| 072        | 20            | Tale of the Yokai              | La leggenda degli Yokai                  | 9 agosto 2015     | 22 settembre 2015 |
| 073        | 21            | Attack of the Mega Shredder!   | L’attacco del Mega Shredder!             | 16 agosto 2015    | 29 settembre 2015 |
| 074        | 22            | The Creeping Doom              | L'incubo Creep                           | 23 agosto 2015    | 30 settembre 2015 |
| 075        | 23            | The Fourfold Trap              | Le quattro trappole                      | 6 settembre 2015  | 7 ottobre 2015    |
| 076        | 24            | Dinosaur Seen in Sewers!       | Un dinosauro nelle fogne                 | 20 settembre 2015 | 8 ottobre 2015    |
| 077        | 25            | Annihilation: Earth!: Part 1   | Annientamento: Terra! (prima parte)      | 27 settembre 2015 | 9 ottobre 2015    |
| 078        | 26            | Annihilation: Earth!: Part 2   | Annientamento: Terra! (seconda parte)    | 27 settembre 2015 | 9 ottobre 2015    |

## Nei boschi
Dopo essere stati sconfitti dai Kraang e da Shredder le tartarughe, April e Casey si dirigono a nord, nella vecchia casa di campagna degli O'Neill, per trovare un modo per sconfiggere i loro nemici.
Tre mesi dopo Leonardo si risveglia dal coma in cui era finito a causa delle ferite inflittegli da Shredder, e Donatello crea una medicina a base di mutageno che possa aiutarlo. Il giorno dopo Raffaello accompagna Leonardo nei boschi per riprendere le forze, ma Leonardo è stanco e fortemente indebolito e, sentendosi privo delle abilità di cui tre mesi prima era dotato, prende la medicina di Donatello. Sentendosi ancora peggio la vomita, dunque Raffaello lo riaccompagna a casa.
Quella sera tutta l'elettricità scompare e Raffaello esce per scoprire cosa sia successo. Appena uscito viene attaccato da un mostro di erba, il Creep, nato tramite la medicina di Donatello, che lo cattura. Poco dopo anche gli altri escono per scoprire cosa stia succedendo e Donatello e Michelangelo vengono catturati, così come April e Casey.
Leonardo, nonostante il suo stato di debolezza, decide di uscire per salvare i suoi compagni, cercando di riacquisire le sue capacità di combattimento. Libera prima i suoi compagni e, con il loro aiuto, riesce a distruggere il mostro di erba; il gruppo quindi torna a casa, dove Donatello trasforma il Creep in concime e lo chiude in un barattolo. Ora che Leonardo si è ripreso le tartarughe si preparano per salvare la città.

## Il Bigfoot
Durante un loro allenamento Donatello e Michelangelo trovano un Bigfoot, e, vedendolo spaventato, credono che qualcuno gli stia dando la caccia e decidono di portarlo nella loro casa.
Una volta a casa il Bigfoot comincia a perseguitare Donatello poiché si è innamorato di lui. April gli fa una conciatura da donna per aiutarlo, ma Donatello respinge i suoi sentimenti.
Sentendo una discussione tra Leonardo e Casey, che lo stanno prendendo in giro, il Bigfoot si allontana affranto. Donatello e Michelangelo lo inseguono, ma il Bigfoot, così come Donatello e Michelangelo, cadono nelle trappole di Mignolo, un cacciatore che ha sempre inseguito il Bigfoot. Grazie a un ingegnoso stratagemma di Michelangelo i due si liberano e sconfiggono Mignolo. Mentre il Bigfoot continua ad allontanarsi Donatello e Michelangelo tornano a casa.

## Segreti sepolti
Mentre le tartarughe, April e Casey stanno pulendo la casa Michelangelo trova un seminterrato e insieme decidono di andare a controllare; trovano una vecchia nave dei Kraang e saliti a bordo trovano una persona, che si rivela essere la signora O'Neill.
Tornati al piano di sopra la signora O'Neill spiega che tanto tempo fa, quando il bisnonno di April abitava in quella casa, egli trovò proprio i Kraang, che cominciarono a fare alcuni test sulla famiglia. April e i suoi genitori si rifugiarono lì finché i Kraang non li ritrovarono. April e suo padre riuscirono a scappare, ma la signora O'Neill fu catturata, e gli alieni proseguirono test su di lei.
Michelangelo tuttavia comincia ad avere dubbi sulla signora O'Neill dopo averla vista versare un po' di mutageno nei boschi, e cerca di avvertire agli altri di quello che è successo, ma come al solito loro non ci credono. Quella sera stessa Michelangelo attacca la madre di April, ma i ragazzi lo fermano subito credendolo pazzo.
Donatello, nel frattempo, sta lavorando sulla nave dei Kraang, fa una terribile scoperta, venendo poco dopo raggiunto dalla signora O'Neill, che lo assorbe, fintasi Mickey e successivamente come Donnie assorbe Leonardo, che ancora indebolito non riesce a difendersi; Raph, dopo avere visto la scena, avverte, April e Casey di quello che sta succedendo. La madre di April, che in realtà è una sorta di mostro Kraang, assorbe Raph e Casey. Rimane in piedi soltanto April, ma grazie ai suoi poteri riesce a distruggerla e liberare gli altri. Donnie rivela le sue scoperte, la creatura affrontata era un esperimento fallito nel creare un essere spia con DNA umano e Kraang, April dispiaciuta di non aver trovato la madre è lo stesso felice di avere i suoi amici.

## Il regno delle rane
Michelangelo è stanco di essere sgridato dai suoi fratelli per i soliti errori che combina. Dopo l'ennesima litigata decide di scappare da casa e vivere nei boschi.
Durante il suo viaggio incontra una rana di nome Napoleon Bonafrog, con il quale diventa subito amico. Bonafrog accompagna Michelangelo su un albero dove esiste un regno di rane mutate. Con il tempo Michelangelo e Napoleon diventano grandi amici: Bonafrog insegna tutto quello che ha imparato a Michelangelo e la tartaruga fa lo stesso con lui.
Dopo avere saputo da Michelangelo della presenza in zona di umani si recano nella casa delle tartarughe, dove catturano tutti quanti. Michelangelo, una volta scoperto l'accaduto, chiede il motivo del gesto e le rane gli raccontano tutto: in principio c'era solo la foresta felice, abitata da loro, ma quando arrivarono gli umani tutto cambiò e loro, ora che sono mutate, possono vendicarsi.
Michelangelo libera i suoi compagni e comincia a combattere contro le rane finché il loro mutageno provoca un incendio. Napoleon suggerisce di lasciare l'albero e i suoi simili lo seguono. Napoleon diventa il nuovo leader e le rane cominciano ad andarsene, mentre Michelangelo torna con la sua famiglia.

## I castori dei sogni
L'episodio comincia con Donatello che, in città, scappa da un misterioso mostro come se fosse vittima di un incubo. Intanto le rimanenti tartarughe si allenano in giardino. Leonardo, lentamente, sembra riacquisire le sue abilità di combattimento, ma la debolezza continua a perseguitarlo, principalmente alla gamba. Così, alla fine, tutti decidono di riposarsi. Intanto April e Casey, dopo avere fatto la spesa, tornano a casa e trovano tutte le tartarughe nel sonno; provano a risvegliarle, non ci riescono.
Infatti le tartarughe sono sotto l'influsso ipnotico di esseri malvagi conosciuti come “i castori dei sogni”, che bevono il sangue della gente durante il loro sonno. Poiché si erano stancate di bere il sangue umano hanno deciso di bere il sangue delle tartarughe.
Mentre April rimane a casa per trovare un modo per salvare gli amici Casey ritorna al supermercato e dopo avere visto uno strano libro decide di prenderlo, pensando che esso possa svelare la cura per risvegliare le tartarughe. Viene però attaccato dal proprietario, il quale lo informa che quando era ancora giovane una volta ha sognato i castori dei sogni, così inventò un apparecchio che gli impedisce di dormire da oltre quarantaquattro anni.
Casey e il proprietario stringono così un'alleanza per sconfiggere i castori dei sogni, e dopo avere eseguito un rituale i castori dei sogni vengono eliminati, così le tartarughe si risvegliano. Il proprietario torna così a dormire dopo quarantaquattro anni, venendo riaccompagnato al negozio da Casey e Donatello.

## Speed Demon
Mentre stanno facendo una gita nei boschi sul carro Donatello, April e Casey vengono attaccati da una macchina misteriosa; il gruppo allora decide di inventare un modo per sconfiggere questo nuovo nemico.
Il giorno dopo Casey va su una vecchia macchina per sconfiggere il nemico (che Michelangelo chiama Speed Demon), ma fallisce nell'intento. Mentre il gruppo cerca di trovare un modo per sconfiggere Speed Demon una delle galline beve il mutageno, ottenendo un cervello molto grande.
Quella sera stessa, aiutato dalla gallina, il gruppo riesce finalmente a sconfiggere Speed Demon, mentre Donatello e Casey diventano grandi amici per questa grande vittoria. Il gruppo, preso dalla vittoria, torna a casa.

## Gli occhi della chimera
Mentre April testa la nuova invenzione di Donatello (una macchina che fa credere alle persone di essere animali) diventa cieca. Subito dopo una grossa chimera mutante attacca la casa e rapisce Raffaello, Michelangelo, Donatello e Casey.
Leonardo e April sono gli unici scampati all'attacco della chimera e sebbene April sia cieca si fa guidare da Leonardo - le cui debolezze continuano a tormentarlo - per salvare i loro compagni, che stanno per essere uccisi, venendo bruciati da una grossa cascata di mutageno. Leo, cerca di affrontare la sua debolezza guidando April verso il vulcano.
Dopo tantissime difficoltà i due riescono ad arrivare in tempo per salvare i loro amici e sconfiggono la chimera, facendola cadere nel mutageno. April riaquisisce così la vista e una volta tutti sani e salvi tornano a casa.

## La ricerca dello spirito
Leonardo, nel tentativo di superare una volta per tutte la sua debolezza fisica e morale e per aiutare i suoi fratelli, li convince a restare nel bosco per qualche giorno, sopravvivendo nella natura. Le tartarughe si recano così nel bosco, cercando di sopravvivere a tutti i pericoli che potrebbero incontrare.
Una notte, durante un falò, le tartarughe hanno una visione del maestro Splinter, il quale dice a loro di cercare lo spirito in sé stessi. Le tartarughe affrontano quattro sfide pericolose: Leonardo contro Shredder su un ponte pericolante, Raffaello contro Fishface in una caverna, Donatello contro Tiger Claw su una montagna e Michelangelo contro Razhor in una nebbia.
Le prove hanno successo: Raf impara a controllarsi, Miki a concentrarsi, Donnie a non fare affidamento solo sulla sua intelligenza e Leo ritrova fiducia in se stesso, tornano così da April e da Casey, decisi più che mai a tornare e salvare New York per sconfiggere una volta per tutte i loro nemici.

## Ritorno a New York
Dopo avere superato le loro prove le tartarughe, April e Casey lasciano la casa di campagna di April e decidono di tornare a New York per sconfiggere i Kraang e Shredder e salvare la città.
Una volta tornati riescono furtivamente a entrare in città e scoprono che la popolazione è stata schiavizzata dai Kraang. April avverte la presenza di Splinter nelle fogne e le tartarughe lo raggiungono, ma Splinter, confinato di essere un topo e non si ricorda più di loro e le attacca. Poco dopo i soldati ninja robot lo trovano e lo portano via, non accorgendosi degli altri. Shredder dopo aver visto come è ridotto il suo mortale nemico ordina a Stockman di farlo tornare alla ragione per avere così il gusto di finirlo a dovere.
Il gruppo li insegue scoprendo che Splinter è tenuto prigioniero in una grossa gabbia sorvegliata da tre Shredder mutanti. Il gruppo cerca di salvarlo mentre April restituisce a Splinter la sua memoria grazie ai suoi poteri. Splinter aiuta così i suoi compagni e sconfigge i tre nemici, così insieme fuggono.

## Caccia al serpente
Ivan Steranko incarica il ladro Anton Zeck di una nuova missione: trovare Karai. Intanto le tartarughe ricominciano la ricerca della ragazza e la trovano in un laboratorio dei Kraang dove cercano di fermarla, ma lei scappa. Le tartarughe rintracciano Karai al porto, salvo poi a scontrarsi con Zeck e Steranko, ma vengono fermati dagli scagnozzi di Shredder e Karai scappa ancora una volta.
Mentre le tartarughe ritornano a casa gli scagnozzi di Shredder portano Zeck e Steranko nel laboratorio di Stockman Fly per mutarli in due mutanti: Zeck diventa un facocero, mentre Steranko diventa un rinoceronte.

## Il facocero e il rinoceronte
Dopo avere mutato Zeck e Steranko in un facocero e in rinoceronte Shredder incarica loro di trovare e catturare Karai, in modo che Shredder possa trovare una cura per fare tornare Karai ad essere umana.
Le tartarughe, April e Casey, intanto, intercettano Karai in un vecchio luna park e cercano di usare su di lei l'antimutageno per farla tornare umana, ma vengono fermati da Zeck e Steranko, che Michelangelo chiama rispettivamente Bepop e Rocksteady. Dopo avere sconfitto i due mutanti Leo usa l’antimutageno su Karai, ma esso si rivela inefficace perché lei è un mutante speciale. Con l’ultimo briciolo di lucidità rimasta Karai dice addio alle tartarughe e scappa.
Gli eroi tornano a casa, delusi dalla sconfitta, mentre Bepop e Rocksteady catturano finalmente Karai portandola da Shredder; quest'ultimo promette alla figlia che un giorno avranno la loro vendetta.

## La battaglia di New York
Donatello riesce finalmente a creare abbastanza antimutageno per salvare New York e riportare i suoi abitanti alle loro forme umane. Le tartarughe soccorrono alcuni civili, salvo poi scontrarsi con i Kraang, ma vengono aiutati da un gruppo di mutanti conosciuti come i Mutanimali, composto da Slash, Leaterhead, il piccione Pete e il dottor Rockwell, che sconfiggono i Kraang.
Una volta salvate le tartarughe i Mutanimali le portano nel loro rifugio, un vecchio magazzino, e svelano il loro leader: Jack K. Kurtzman, sopravvissuto all'invasione, il quale ha scoperto il nuovo piano dei Kraang: hanno creato un missile pieno di mutageno, che potrà fare diventare la Terra simile alla dimensione X. Poco dopo i Kraang li attaccano, e, durante la lotta, Kurtzman viene ferito da un colpo di blaster, perdendo i sensi, per poi venire salvato dalle tartarughe e dai Mutanimali, che fuggono.
Mentre April, Casey e Splinter restano nel covo per guarire Kurtzman le tartarughe e i Mutanimali dirottano il missile verso il sole e poi si recano alla TCRI per fermare i Kraang: mentre i Mutanimali restano nella TCRI per sconfiggere i Kraang le tartarughe ritornano nella dimensione X per salvare gli umani deportati come schiavi.
Raggiunta la dimensione X le tartarughe riescono a curare con l'antimutageno tutti gli umani e a rimandarli sulla Terra. Poi, modificando il portale, fanno sì che tutti i Kraang vengano teletrasportati nella dimensione X. Le tartarughe ritornano sulla Terra e chiudono il portale per sempre. Il gruppo festeggia così la vittoria finale sui Kraang, e la Terra è salva.

## Casey Jones contro il crimine
Dopo la battaglia di New York e la sconfitta finale dei Kraang la città è tornata così come era prima dell'invasione. Casey Jones, intanto, vuole un po’ di azione in quanto è sempre dietro l'ombra delle tartarughe, così sventa una rapina dei Dragoni Purpurei, ma viene sconfitto dal loro leader, Hun.
Le tartarughe e Casey si recano poi in una fabbrica delle patatine preferite di Michelangelo per fermare Shredder e lì scoprono che Hun è un soldato al servizio di Shredder. Il gruppo inizia così a combattere contro Shredder e i suoi scagnozzi. Durante la battaglia Donatello fa cadere un pacchetto delle patatine di Michelangelo, causando l'esplosione della fabbrica.
Il gruppo torna così a casa, ma Donatello scopre terribilmente che la strana sostanza di Shredder è in realtà una sostanza che può ipnotizzare Karai, loro e persino tutta la città.

## L'uomo spazzatura
Mentre le tartarughe cercano di sventare una rapina di Bepop e Rocksteady, che stanno cercando di rubare il mutageno per creare l'antimutageno per Karai, Bepop ne scaglia uno verso Leonardo, ma la tartaruga riesce a evitarlo e il mutageno cade sopra a un netturbino.
L'uomo, risvegliatosi, si guarda in uno specchio rotto e si ritiene un mostro, ma poi, dopo avere fermato i Dragoni Purpurei che cercavano di derubare un uomo, viene definito come un eroe.
Il giorno dopo le tartarughe sentono parlare del netturbino tramite il telegiornale e decidono di uscire per capire cosa stia succedendo, ma nel tentativo di uscire vengono scoperte e Splinter li punisce.
Poche ore dopo April avverte le tartarughe di un nuovo colpo da Bepop e Rocksteady, ma essendo in punizione, non possono uscire. Grazie ad April, che distrae Splinter, le tartarughe escono dal loro covo per fermare i due criminali, ma vengono attaccati dal netturbino e successivamente da Bepop e Rocksteady, che li catturano.
Il vero obiettivo di Bepop e Rocksteady è quello di usare l'uomo per prendere sostanze chimiche da usare su Karai. Le tartarughe liberano il netturbino e insieme sconfiggono Bepop e Rocksteady. Le tartarughe non sono più in punizione e possono tornare alla loro vita come guardiani.

## La battaglia dei Mutanimali
I Mutanimali agiscono, cercando di intercettare Shredder e i suoi soldati robot, che sta ricevendo un carico dagli uomini del criminale don Vizioso, ma falliscono; inoltre Slash e Rockwell vengono catturati.
Leaterhead e Pete si recano nel covo delle tartarughe, spiegandogli che i loro compagni sono stati catturati, e il gruppo decide di intervenire. Le tartarughe, Leaterhead e Pete arrivano al covo di Shredder e recuperano Slash e Rockwell, che nel mentre si sono liberati.
Una volta tornati al covo Slash e Rockwell cominciano ad agire in modo strano: infatti attaccano Splinter e i loro compagni e quel che è peggio è che hanno rapito Raffaello. Le tartarughe, Leaterhead e Pete li inseguono con il tarta-carro e ritornano al rifugio di Shredder; lì scoprono che Shredder può ipnotizzare chi vuole e questo spiega il comportamento strano di Slash e Rockwell.
Il gruppo cerca di salvare i loro compagni, tra cui anche Raffaello che è stato ipnotizzato, e dopo averli provocati riescono a salvarli. Con Slash, Rockwell e Raffaello che hanno ripreso i sensi il gruppo sconfigge Shredder e fugge.

## Mondo Geco
Mentre Michelangelo e Casey si esercitano con lo skateboard incontrano un nuovo mutante, Mondo Geco, il quale è un ragazzino che amava praticare lo skateboard e che aveva come animale domestico un geco. Nella notte in cui i contenitori di mutageno caddero sulla città uno finì proprio su di lui, che si trasformò in un mutante.
Dopo avere passato molto tempo insieme Mondo Geco conduce Michelangelo e Casey nelle fogne, ma cadono in una trappola: Mondo Geco è in realtà uno scagnozzo di Fishface e voleva a tutti i costi Michelangelo e Casey per una corsa di skateboard.
Michelangelo e Casey, aiutati da Mondo Geco, partecipano alla gara contro Fishface cercando di superare tre pericolose prove: superare una vasca piena di carpe, evitare tre massi giganti e attraversare un percorso di fuoco. I tre superano le prove e vincono la gara. Dopo avere salutato Mondo Geco Michelangelo e Casey tornano a casa.

## Il veleno letale
Stockman Fly è riuscito a ridare le sembianze umane a Karai e le inietta il verme del controllo mentale nel cervello, ritrasformandola in una schiava di Shredder che le ordina di distruggere le tartarughe. 
Durante un allenamento Splinter insegna a Leonardo a usare il mantra della guarigione 
April mentre dorme viene attaccata da alcuni serpenti e Casey, mentre sta pattugliando, viene attaccato da Karai che lo bacia, facendogli perdere i sensi.
April viene portata al covo delle tartarughe dal padre e  scoprono il veleno e Splinter cerca di guarirla e rimane, mentre le tartarughe vanno a caccia di Karai, dopo aver scoperto che ha rapito Casey. Tuttavia la ragazza sembra più potente dell'altra volta al punto da riuscire ad avvelenare tutti; ma Le, grazie all'insegnamenti di Splinter, riesce a sconfiggere la ragazza, dopo neutralizzato il veleno grazie al mantra, ma Karai riesce a fuggire. 
Al covo Leo e Splinter riescono a guarire gli altri.

## Tra presente e passato
Le tartarughe, ancora malinconiche per lo stato attuale di Karai, effettuano la loro solita pattuglia notturna quando incontrano Renet, una guardiana del tempo incaricata di trovare Savanti Romero, un minotauro che ha rubato la sfera del tempo. Renet intraprende un viaggio nel tempo con le tartarughe.
I ninja si ritrovano nel medioevo nel ruolo di comandanti di un esercito di scheletri diretto verso il castello di Savanti; là inizia una battaglia nella quale le tartarughe e Renet riescono a sconfiggere Savanti, ma per un errore le tartarughe scompaiono.
Esse si trovano così teletrasportate nel vecchio Giappone, dove vengono circondate da vecchie guardie giapponesi che considerandole una minaccia si preparano ad attaccare, così come fanno le tartarughe.

## La leggenda degli Yokai
Dopo essere state teletrasportate nel Giappone le tartarughe cominciano a combattere contro le guardie giapponesi, ritenendoli come i leggendari Yokai, finché non conoscono il loro leader, un giovane Oroku Saki, da cui fuggono.
Successivamente scoprono che sono capitate nel giorno in cui iniziò la grande rivalità tra Shredder e Splinter e incontrano proprio il loro maestro da giovane, in cui era ancora Hamato Yoshi. Quella sera stessa le tartarughe vedono Saki parlare con Tang Shen e sua figlia Miwa (Karai), e perciò devono evitare che la loro grande rivalità possa iniziare.
La sera seguente le tartarughe si recano a casa di Splinter e  Shen per avvertirlo che Saki sta arrivando con l'intento di ucciderli. Proprio in quel momento Saki arriva con le sue guardie, pronto a uccidere Yoshi, ma l'attacco colpisce in realtà Shen. Saki, furioso, cerca di uccidere Yoshi, ma la lotta provoca un incendio nel quale Saki rimane coinvolto e sfigurato in viso, ma in seguito prende Miwa. Le tartarughe portano uno Yoshi svenuto, ma vivo fuori dalle macerie 
Renet arriva per riportare a casa le tartarughe. Queste ultime tornano alla New York del presente, ma sono comunque tristi per non avere fatto niente per fermare la rivalità tra Splinter e Shredder, anche se questo avrebbe cambiato il loro presente.

## L'attacco del Mega Shredder!
Le tartarughe si recano segretamente nel rifugio di Shredder cercando di salvare Karai, recuperando uno dei vermi, ma vengono attaccate da tre Shredder mutanti, i quali sono troppo forti per essere combattuti, perciò si danno alla fuga, dopo che Raf si è ferito a una gamba.
Quella sera stessa Leo e Miki ritornano nel rifugio di Shredder per cercare di nuovo di salvare Karai, ma vengono rapiti da Bepop e Rocksteady, i quali li posizionano in una gabbia sopra una vasca di mutageno, e, attirando l'attenzione dei tre Shredder mutanti, li fanno finire in una vasca che li farà diventare più potenti. Il risultato non è quello sperato: infatti i tre Shredder si sono trasformati in un Mega Shredder e, spaventati, Bepop e Rocksteady fuggono, così come Leoe Miki.
Il Mega Shredder attacca la città, ma Leo e Miki vengono aiutati dal tarta-mec, pilotato da Donnie, Raf, April e Casey. Inserendo una cassa di acido liquido nel suo corpo lo annientano.
Il gruppo torna alla base avendo recuperato uno dei vermi durante la confusione

## L'incubo Creep
A causa di un errore di Michelangelo il concime-Creep finisce in una delle casse scientifiche di Donatello, facendo nascere un mostro mutageno (che Michelangelo lo chiama incubo Creep), che fugge, ma le tartarughe lo inseguono.
Usando il tarta-carro le tartarughe incontrano l'incubo Creep, per poi iniziare a combatterlo, ma l'incubo Creep è troppo forte per loro. Leonardo architetta una trappola per lui e grazie alla sua squadra l'incubo Creep ci cade dentro.
Il gruppo riporta l'incubo Creep nel covo, ma quest'ultimo fugge poco dopo, e il gruppo torna in superficie e scopre quale sia il vero intento dell'incubo Creep: vuole trasformare tutta la città in una zona mutata. Il gruppo riesce a distruggerlo impedendogli di realizzare il suo piano.

## Le quattro trappole
La cura chimica preparata da Donatello per salvare Karai non sembra funzionare in alcun modo e quando le tartraughe cominciano a discutere su come risolvere il problema Donnie riceve una chiamata da April che lo avverte di un ritorno dei Kraang. Quando la tartaruga raggiunge il posto scopre di essere stato attirato in trappola e viene stordito da qualcuno. Le tartarughe e la vera April si mettono alla sua ricerca, mentre Michelangelo si ferma al ristorante di Murakami-San, ma, dopo avere terminato di mangiare il suo pasto perde i sensi e sviene.
Poco dopo Leonardo, Raffaello e April ricevono una chiamata da Donatello e Michelangelo per informarli che si trovano in un vecchio magazzino vicino a Times Square; i tre si recano lì, ma scoprono che in realtà Michelangelo e Donatello sono stati catturati da Karai, la quale cattura anche gli altri tre, obbligandoli a chiamare Splinter.
Splinter riceve una chiamata da Leonardo per avvertirlo che sono in pericolo. Splinter lascia il covo e si dirige a salvare i suoi allievi. Dopo avere sconfitto con facilità Razhar, Fishface, Bepop e Rocksteady, che stavano aiutando Karai, Splinter si scontra con la ragazza. Durante la lotta Karai prova a uccidere Splinter, cadendo tuttavia nelle fogne. Splinter libera le tartarughe e April e, insieme, tornano a casa.

## Un dinosauro nelle fogne
Durante una delle loro pattuglie nelle fogne Slash e Rockwell incontrano un dinosauro alieno di nome Zorg, un membro della razza aliena Triceraton, ma credendoli una minaccia Zorg li attacca per poi fuggire.
Slash e Rockwell avvertono Raffaello di quanto accaduto e la tartaruga si mette immediatamente alla ricerca del dinosauro alieno. Raffaello incontra Zorg, il quale rivela di essere lì per dare la caccia ai Kraang, che sono tornati sulla Terra in segreto. Nonostante la diffidenza le tartarughe decidono di aiutare Zorg.
Il gruppo entra in un laboratorio segreto dei Kraang sopravvissuti alla battaglia di New York e li distruggono, mentre Zorg recupera un particolare e misterioso dispositivo elettronico, per poi ricongiungersi con il resto della squadra.
Dopodiché le tartarughe e Zorg salgono sulla statua della libertà, dove i Kraang hanno posto il loro quartier generale. Zorg però ha in mente qualcos'altro rispetto a ciò che avevano programmato, in quanto i Triceraton sono sempre stati nemici dei Kraang, e lui vuole porre fine alla battaglia distruggendo tutta la città. Gli altri cercano di fermarlo, ma durante la lotta Zorg perde l'equilibrio e cade dalla torcia della statua, morendo, non prima di avere inviato le coordinate della Terra ai Triceraton.

## Annientamento: Terra!
Le tartarughe, April e Casey intercettano una trasmissione in una cella frigorifera e decidono di andare a controllare. Arrivati sul posto incontrano Bishop, un disertore dei Kraang, il quale rivela che i Triceraton hanno attaccato una delle navi dei Kraang e hanno rubato un portale di generatori di buchi neri, che vogliono usare per annientare la Terra. Le tartarughe, April, Casey e Bishop attaccano una delle vecchie navi dei Kraang usate durante la prima invasione da parte di questi ultimi, per cercare un dispositivo che possa contrastare il generatore. I Triceraton sono vicini, pronti ad attaccare la Terra. Per permettere ai suoi nuovi amici di sopravvivere Bishop decide di restare sulla nave dei Kraang. Poco dopo i Triceraton distruggono l'intera nave uccidendo Bishop. Donatello scopre, attraverso il suo computer, che i Triceraton hanno portato il generatore di buchi neri a Central Park. Le tartarughe, April e Casey, aiutati dai Mutanimali, l'uomo spazzatura e Mondo Geco, contrastano la minaccia dei Triceraton, ma i malvagi alieni catturano tutti tranne le tartarughe, April e Casey. L'unica soluzione, sebbene rischiosa, è di andare al rifugio di Shredder, per chiedere al terribile leader del Clan del Piede e ai suoi scagnozzi di aiutarli, poiché se il generatore verrà attivato potrà annientare tutta la Terra, così come le persone, animali e altri esseri che ci vivono. Le tartarughe, April, Casey e Splinter, aiutati da Shredder e dai suoi scagnozzi, ritornano a Central Park per fermare i Triceraton. Quando Splinter cerca di disattivare il generatori di buchi neri Shredder lo trafigge alle spalle. In questo modo i Triceraton vincono e fuggono, mentre il generatore crea un gigantesco buco nero. All'ultimo momento le tartarughe, April e Casey vengono salvati dal droide Fugitoid, il quale li fa salire sulla sua astronave, e fuggono dal buco nero, mentre tutta la Terra viene risucchiata in esso. Ora il gruppo dovrà cercare di fermare i Triceraton in ogni modo possibile.